# Prix Duménil
Le prix Duménil est un ancien prix littéraire créé par l'homme d'affaires Alain Duménil, qui a été remis pour la première fois en 2007. Il couronnait chaque année, au mois de juin, un livre d'un auteur de langue française — roman, récit, biographie, essai ou document — paru entre début janvier et fin avril. Le prix n'est plus remis depuis 2014.
Il fut longtemps le prix littéraire le mieux doté de France, offrant entre 30 000 et 60 000 euros au gagnant.
Le prix était remis par Alain Duménil à l’hôtel Montalembert dans le 7e arrondissement de Paris.

## Palmarès
- 2007 : Philippe Sollers pour L'Éclaircie (Gallimard) et Anne Wiazemsky pour Une année studieuse (Gallimard)[2].
- 2008 : Jérôme Garcin pour Son excellence, monsieur mon ami (Gallimard)
- 2009 : Charles Dantzig pour l'Encyclopédie capricieuse du tout et du rien (Grasset)
- 2010 : Franz-Olivier Giesbert pour Un très grand amour (Gallimard)
- 2011 : Patrick Besson pour Come Baby (Mille et une nuits)[3]
- 2012 : Anne Wiazemsky pour Une année studieuse (Gallimard) et Philippe Sollers pour L'éclaircie (Gallimard)
- 2013 : Sempé pour Saint-Tropez (Denoël) et Thadée Klossowski de Rola pour Vie rêvée (Grasset)
- 2014 : Pascal Bruckner pour Un bon fils (Grasset)